# Kvalifikace na Mistrovství světa ve fotbale 1982 (AFC a OFC)
Společná Kvalifikace na Mistrovství světa ve fotbale 1982 pro zóny AFC a OFC určila 2 účastníky finálového turnaje.
Po odhlášení Íránu se asijské a oceánské kvalifikace zúčastnilo pouze 20 týmů. V první fázi byli účastníci rozděleni do čtyř skupin podle geografických kritérií. Skupiny 1 a 2 měly pět účastníků, skupina 3 čtveřici týmů a skupina 4 šestici celků, která byla rozdělena do dvou podskupin, ze kterých postoupily první dva týmy do skupinového play off. Z každé ze skupin postoupil vítěz do finálové fáze, kde se čtveřice týmů utkala dvoukolově doma a venku o dvě postupová místa na závěrečný turnaj.

## První fáze

### Skupina 1
| Poř. | Tým         | B  | Z | V | R | P | VG | IG | +/- |
| ---- | ----------- | -- | - | - | - | - | -- | -- | --- |
| 1    | Nový Zéland | 14 | 8 | 6 | 2 | 0 | 31 | 3  | 28  |
| 2    | Austrálie   | 10 | 8 | 4 | 2 | 2 | 22 | 9  | 13  |
| 3    | Indonésie   | 6  | 8 | 2 | 2 | 4 | 5  | 14 | -9  |
| 4    | Tchaj-wan   | 5  | 8 | 1 | 3 | 4 | 5  | 8  | -3  |
| 5    | Fidži       | 5  | 8 | 1 | 3 | 4 | 6  | 35 | -29 |

| Datum                      | Domácí      | Výsledek | Hosté       |
| -------------------------- | ----------- | -------- | ----------- |
| 25. dubna 1981, Auckland   | Nový Zéland | 3 – 3    | Austrálie   |
| 3. května 1981, Suva       | Fidži       | 0 – 4    | Nový Zéland |
| 7. května 1981, Tchaj-pej  | Tchaj-wan   | 0 – 0    | Nový Zéland |
| 11. května 1981, Jakarta   | Indonésie   | 0 – 2    | Nový Zéland |
| 16. května 1981, Sydney    | Austrálie   | 0 – 2    | Nový Zéland |
| 20. května 1981, Melbourne | Austrálie   | 2 – 0    | Indonésie   |
| 23. května 1981, Auckland  | Nový Zéland | 5 – 0    | Indonésie   |
| 30. května 1981, Auckland  | Nový Zéland | 2 – 0    | Tchaj-wan   |
| 31. května 1981, Suva      | Fidži       | 0 – 0    | Indonésie   |
| 6. června 1981, Suva       | Fidži       | 2 – 1    | Tchaj-wan   |
| 10. června 1981, Adelaide  | Austrálie   | 3 – 2    | Tchaj-wan   |
| 15. června 1981, Jakarta   | Indonésie   | 1 – 0    | Tchaj-wan   |
| 28. června 1981, Tchaj-pej | Tchaj-wan   | 2 – 0    | Indonésie   |
| 26. července 1981, Suva    | Fidži       | 1 – 4    | Austrálie   |
| 4. srpna 1981, Tchaj-pej   | Tchaj-wan   | 0 – 0    | Fidži       |
| 10. srpna 1981, Jakarta    | Indonésie   | 3 – 3    | Fidži       |
| 14. srpna 1981, Melbourne  | Austrálie   | 10 – 0   | Fidži       |
| 16. srpna 1981, Auckland   | Nový Zéland | 13 – 0   | Fidži       |
| 30. srpna 1981, Jakarta    | Indonésie   | 1 – 0    | Austrálie   |
| 6. září 1981, Tchaj-pej    | Tchaj-wan   | 0 – 0    | Austrálie   |

Nový Zéland postoupil do finálové fáze.

### Skupina 2
| Poř. | Tým            | B | Z | V | R | P | VG | IG | +/- |
| ---- | -------------- | - | - | - | - | - | -- | -- | --- |
| 1    | Saúdská Arábie | 8 | 4 | 4 | 0 | 0 | 5  | 0  | 5   |
| 2    | Irák           | 6 | 4 | 3 | 0 | 1 | 5  | 2  | 3   |
| 3    | Katar          | 4 | 4 | 2 | 0 | 2 | 5  | 3  | 2   |
| 4    | Bahrajn        | 2 | 4 | 1 | 0 | 3 | 1  | 6  | -5  |
| 5    | Sýrie          | 0 | 4 | 0 | 0 | 4 | 2  | 7  | -5  |

| Datum                  | Domácí  | Výsledek | Hosté          |
| ---------------------- | ------- | -------- | -------------- |
| 18. března 1981, Rijád | Katar   | 0 – 1    | Irák           |
| 19. března 1981, Rijád | Sýrie   | 0 – 1    | Bahrajn        |
| 21. března 1981, Rijád | Irák    | 0 – 1    | Saúdská Arábie |
| 22. března 1981, Rijád | Katar   | 3 – 0    | Bahrajn        |
| 24. března 1981, Rijád | Sýrie   | 0 – 2    | Saúdská Arábie |
| 25. března 1981, Rijád | Irák    | 2 – 0    | Bahrajn        |
| 27. března 1981, Rijád | Katar   | 2 – 1    | Sýrie          |
| 28. března 1981, Rijád | Bahrajn | 0 – 1    | Saúdská Arábie |
| 30. března 1981, Rijád | Irák    | 2 – 1    | Sýrie          |
| 31. března 1981, Rijád | Katar   | 0 – 1    | Saúdská Arábie |

Saúdská Arábie postoupila do finálové fáze.

### Skupina 3
| Poř. | Tým         | B | Z | V | R | P | VG | IG | +/- |
| ---- | ----------- | - | - | - | - | - | -- | -- | --- |
| 1    | Kuvajt      | 6 | 3 | 3 | 0 | 0 | 12 | 0  | 12  |
| 2    | Jižní Korea | 4 | 3 | 2 | 0 | 1 | 7  | 4  | 3   |
| 3    | Malajsie    | 1 | 3 | 0 | 1 | 2 | 3  | 8  | -5  |
| 4    | Thajsko     | 1 | 3 | 0 | 1 | 2 | 3  | 13 | -10 |

| Datum                  | Domácí      | Výsledek | Hosté          |
| ---------------------- | ----------- | -------- | -------------- |
| 21. dubna 1981, Kuvajt | Malajsie    | 1 – 2    | Jižní Korea    |
| 22. dubna 1981, Kuvajt | Kuvajt      | 6 – 0    | Thajsko        |
| 24. dubna 1981, Kuvajt | Jižní Korea | 5 – 1    | Thajsko        |
| 25. dubna 1981, Kuvajt | Kuvajt      | 4 – 0    | Malajsie       |
| 27. dubna 1981, Kuvajt | Malajsie    | 2 – 2    | Saúdská Arábie |
| 29. dubna 1981, Kuvajt | Kuvajt      | 2 – 0    | Jižní Korea    |

Kuvajt postoupil do finálové fáze.

### Skupina 4

#### Skupina A
| Poř. | Tým      | B | Z | V | R | P | VG | IG | +/- |
| ---- | -------- | - | - | - | - | - | -- | -- | --- |
| 1    | Čína     | 4 | 2 | 2 | 0 | 0 | 4  | 0  | 4   |
| 2    | Japonsko | 2 | 2 | 1 | 0 | 1 | 3  | 1  | 2   |
| 3    | Macao    | 0 | 2 | 0 | 0 | 2 | 0  | 6  | -6  |

| Datum                       | Domácí   | Výsledek | Hosté    |
| --------------------------- | -------- | -------- | -------- |
| 24. prosince 1980, Hongkong | Čína     | 3 – 0    | Macao    |
| 26. prosince 1980, Hongkong | Čína     | 1 – 0    | Japonsko |
| 28. prosince 1980, Hongkong | Japonsko | 3 – 0    | Macao    |

Týmy Čína a Japonsko postoupily do semifinále skupiny 4.

#### Skupina B
| Poř. | Tým           | B | Z | V | R | P | VG | IG | +/- |
| ---- | ------------- | - | - | - | - | - | -- | -- | --- |
| 1    | Severní Korea | 3 | 2 | 1 | 1 | 0 | 3  | 2  | 3   |
| 2    | Hongkong      | 2 | 2 | 0 | 2 | 0 | 3  | 3  | 0   |
| 3    | Singapur      | 1 | 2 | 0 | 1 | 1 | 1  | 2  | 1   |

| Datum                       | Domácí        | Výsledek | Hosté         |
| --------------------------- | ------------- | -------- | ------------- |
| 24. prosince 1980, Hongkong | Hongkong      | 1 – 1    | Singapur      |
| 26. prosince 1980, Hongkong | Severní Korea | 1 – 0    | Singapur      |
| 28. prosince 1980, Hongkong | Hongkong      | 2 – 2    | Severní Korea |

Týmy Severní Korea a Hongkong postoupily do semifinále skupiny 4.

#### Semifinále
| Datum                       | Domácí        | Výsledek | Hosté    |
| --------------------------- | ------------- | -------- | -------- |
| 30. prosince 1980, Hongkong | Severní Korea | 1 – 0    | Japonsko |

Severní Korea postoupila do finále skupiny 4.
| Datum                       | Domácí | Výsledek       | Hosté    |
| --------------------------- | ------ | -------------- | -------- |
| 31. prosince 1980, Hongkong | Čína   | 0 – 0 (prodl.) | Hongkong |

Čína zvítězila v penaltovém rozstřelu 5-4 a postoupila do finále skupiny 4.

#### Finále
| Datum                   | Domácí | Výsledek       | Hosté         |
| ----------------------- | ------ | -------------- | ------------- |
| 4. ledna 1981, Hongkong | Čína   | 4 – 2 (prodl.) | Severní Korea |

Čína vyhrála skupinu 4 a postoupila do finálové fáze.

## Finálová fáze
| Poř. | Tým            | B | Z | V | R | P | VG | IG | +/- |
| ---- | -------------- | - | - | - | - | - | -- | -- | --- |
| 1    | Kuvajt         | 9 | 6 | 4 | 1 | 1 | 8  | 6  | 2   |
| 2=   | Čína           | 7 | 6 | 3 | 1 | 2 | 9  | 4  | 5   |
| 2=   | Nový Zéland    | 7 | 6 | 2 | 3 | 1 | 11 | 6  | 5   |
| 4    | Saúdská Arábie | 1 | 6 | 0 | 1 | 5 | 4  | 16 | -12 |

| Datum                            | Domácí         | Výsledek | Hosté          |
| -------------------------------- | -------------- | -------- | -------------- |
| 24. září 1981, Peking            | Čína           | 0 – 0    | Nový Zéland    |
| 3. října 1981, Auckland          | Nový Zéland    | 1 – 0    | Čína           |
| 10. října 1981, Auckland         | Nový Zéland    | 1 – 2    | Kuvajt         |
| 18. října 1981, Peking           | Čína           | 3 – 0    | Kuvajt         |
| 4. listopadu 1981, Rijád         | Saúdská Arábie | 0 – 1    | Kuvajt         |
| 12. listopadu 1981, Kuala Lumpur | Saúdská Arábie | 2 – 4    | Čína           |
| 19. listopadu 1981, Kuala Lumpur | Čína           | 2 – 0    | Saúdská Arábie |
| 28. listopadu 1981, Auckland     | Nový Zéland    | 2 – 2    | Saúdská Arábie |
| 30. listopadu 1981, Kuvajt       | Kuvajt         | 1 – 0    | Čína           |
| 7. prosince 1981, Kuvajt         | Kuvajt         | 2 – 0    | Saúdská Arábie |
| 14. prosince 1981, Kuvajt        | Kuvajt         | 2 – 2    | Nový Zéland    |
| 19. prosince 1981, Rijád         | Saúdská Arábie | 0 – 5    | Nový Zéland    |

Kuvajt postoupil na Mistrovství světa ve fotbale 1982.
Týmy Čína a Nový Zéland měly stejný počet bodů a rozdíl vstřelených a obdržených branek. O postupu tak rozhodl dodatečný zápas na neutrální půdě.
| Datum                    | Domácí      | Výsledek | Hosté |
| ------------------------ | ----------- | -------- | ----- |
| 10. ledna 1982, Singapur | Nový Zéland | 2 – 1    | Čína  |

Nový Zéland postoupil na Mistrovství světa ve fotbale 1982.